# Banque populaire IV
Pour les articles homonymes, voir Banque populaire (homonymie).
Banque populaire IV est un trimaran de compétition mis à l'eau en 2002 sous le nom Bayer Cropscience. Racheté en 2004 par le Team Banque populaire, il est fortement modifié et réalise ses plus grandes courses skippé par Pascal Bidégorry jusqu'en 2011, ou il est racheté par l'australien Sean Langman, et court ensuite sous le nom de Team Australia.

## Histoire
Il a été construit en 2002 sur le chantier Mag France en Vendée pour la plateforme.
Il est l'un des premiers multicoques à avoir été réalisés en sandwich nomex carbone pré-imprégné de résine, pour plus de légèreté et de rigidité.
Il a été mis à l'eau sous le nom de Bayer Cropscience pour le Team Bayer AG pour naviguer en classe ORMA (Ocean Racing Multihull Association).
Après son rachat par le groupe Banque populaire, le trimaran renommé Banque populaire IV a été fortement modifié et ses performances ont augmenté au fur et à mesure des épreuves remportées.
Il appartient maintenant à l'Australien Sean Langman, et court sous le nom de Team Australia.

## Palmarès
Sous le nom de Bayer Cropscience (skipper : Fred Le Peutrec)
- 2002 :  Route du Rhum (abandon) et Course des Phares (abandon)
- 2003 : 12e Transat Jacques-Vabre en double

Sous le nom de Banque populaire IV (skipper : Pascal Bidégorry)
- 2004 : 3e du Grand Prix du Port de Fécamp, 4e du Grand Prix de Marseille Métropole, 2e du Grand Prix de Galice (Vigo en Espagne), 4e de la Giraglia Rolex Cup (course en équipage : Saint-Tropez à Gênes en Italie), 3e du Grand Prix de Calvi en Corse et vainqueur de l'IB Group Challenge.
- 2005 : vainqueur de la Transat Jacques Vabre.
- 2006 : 2e de la Route du Rhum 2006 (Saint-Malo à Pointe-à-Pitre).
- 2007 : 3e de la Transat Jacques Vabre (avec Yvan Ravussin), 2e du Trophée des Multicoques de Lorient, vainqueur de la Semaine du Record SNSM[3].

De plus il est détenteur du record de vitesse sur 24 h homologué par le World Sailing Speed Record Council (WSSRC) : 667 milles à la vitesse moyenne de 27,8 nœuds pour la catégorie « bateau jusqu'à 60 pieds ».